# Anastazy (Mietkin)
Anastazy, imię świeckie Aleksandr Mietkin (ur. 27 sierpnia 1944 w Stołbowie) – biskup Rosyjskiego Kościoła Prawosławnego.

## Życiorys
Po ukończeniu szkoły budowlanej podjął w 1963 pracę w fabryce maszyn w Kimrach. Ponadto od 1967 był psalmistą w cerkwiach eparchii kazańskiej. 6 maja 1968 przyjął święcenia diakońskie, zaś 7 lutego 1972 – kapłańskie. 5 września 1976 złożył wieczyste śluby zakonne, otrzymując natychmiast potem godność igumena. W tym samym roku został proboszczem parafii przy soborze św. Mikołaja w Kazaniu. Od 1985 archimandryta. Wcześniej, w 1975, uzyskał zaocznie dyplom moskiewskiego seminarium duchownego, zaś w 1983 Moskiewskiej Akademii Duchownej.
11 grudnia 1988 w soborze Objawienia Pańskiego w Moskwie miała miejsce jego chirotonia na biskupa kazańskiego i marijskiego. Od 11 lipca 1993, w związku z wydzieleniem eparchii joszkar-olijskiej z terytorium eparchii kazańskiej, jego tytuł brzmiał biskup kazański i tatarstański. 25 lutego 1996 podniesiony do godności arcybiskupiej. W 2012, w związku z powstaniem metropolii tatarstańskiej, został podniesiony do godności metropolity. Od 1998 łączył urząd biskupa kazańskiego z funkcją rektora Kazańskiej Akademii Duchownej. Był również rektorem seminarium duchownego w Kazaniu. Z funkcji tej został zwolniony w związku z oskarżeniami o zatajanie przypadków molestowania seksualnego słuchaczy seminarium oraz o homoseksualizm.
W 2015 został przeniesiony na katedrę symbirską. Decyzja ta spotkała się z protestami duchowieństwa i wiernych eparchii symbirskiej, którzy nie chcieli, by jej ordynariuszem był duchowny podejrzewany o czynny homoseksualizm. Do otwartych protestów doszło również podczas pierwszej odprawianej przez niego Świętej Liturgii w soborze Wniebowstąpienia Pańskiego w Uljanowsku; część wiernych wystąpiła jednak wówczas w obronie biskupa.
Postanowieniem Świętego Synodu, 30 sierpnia 2019 r. przeszedł w stan spoczynku. Na miejsce pobytu hierarchy wskazano Kazań.